# CA 125
CA 125 (cancer antigen 125) is een mucine glycoproteïne en staat ook wel bekend als mucin 16. CA 125 wordt gevonden in foetaal weefsel (in de epitheelcellen van het coeloom). CA 125 wordt in de geneeskunde gebruikt als tumormarker. 
CA 125 wordt toegepast bij patiënten met een ovariumcarcinoom (eierstokkanker) en dan met name voor het vervolgen van de respons op behandeling en voor het voorspellen van de prognose van de patiënt. Voordat de patiënt start met de behandeling wordt een uitgangswaarde voor CA 125 gemeten in het bloed. Tijdens de behandeling wordt vervolgens nog een aantal maal de CA 125 waarde gemeten om het succes van de behandeling te volgen. Als de CA 125 waarde daalt dan betekent dat over het algemeen dat de kanker reageert op de behandeling. Hierbij is het belangrijk hoe snel de CA 125 waarde daalt, hoe sneller deze waarde daalt, des te groter is de kans dat de kanker goed reageert op de behandeling. Echter dit is geen garantie dat de ziekte niet meer terugkomt. Na de behandeling kan CA 125 gemeten worden om te volgen of de tumor weg blijft. 
CA 125 kan niet gebruikt worden om ovariumkanker op te sporen (screening). Dit heeft twee belangrijke oorzaken:
- Niet alle ovariumcarcinomen produceren CA 125 (lage sensitiviteit)
- Er zijn andere aandoening waarbij CA 125 ook verhoogd is (lage specificiteit)

Andere aandoeningen waarbij CA 125 verhoogd kan zijn, zijn onder andere: longkanker, borstkanker en darmkanker, maar ook bij goedaardige aandoeningen zoals endometriose, levercirrose of ontstekingen van vliezen (buikvlies, longvlies of het hartzakje). Ook kan CA 125 verhoogd zijn bij zwangerschap en tijdens de menstruatie. Het feit dat CA 125 onder diverse omstandigheden verhoogd kan zijn, geeft ook aan waarom deze tumormarker niet gebruikt kan worden om te screenen voor ovariumkanker. 
In het algemeen geldt voor tumormarkers dat deze alleen worden gebruikt om de kanker te vervolgen bij de patiënt. Tumormarkers zijn niet geschikt om te gebruiken voor het screenen van patiënten op de aanwezigheid van kanker. 